# Be–12
Be–12 Csajka (magyarul Sirály) szovjet tengerészeti repülőgép, repülőcsónak, amelyet elsősorban tengeralattjárók felderítésére fejlesztett ki a Berijev tervezőiroda a Be–6 alapján. NATO-kódneve Mail, amit a MAD-tüske (mágnesesanomália-detektor) után kapott. Napjainkban már csak néhány darab áll szolgálatban az Orosz Haditengerészetnél és az Ukrán Haditengerészetnél. Felderítő, tengeralattjáró-elhárító, kutató-mentő és tűzoltó szerepkörben is alkalmazták.
Ma is sokuk üzemben van, ugyanis a Be–40/42 sugárhajtású és korszerű amfíbia nem kerül nagy számban rendszeresítésre, elsősorban anyagi okokból. A tengeralattjáró-vadászat bevetéseihez elengedhetetlen nagy hatósugár és repülési idő nem teszi szükségessé a nagy repülési sebesség meglétét. Ezért a sugárhajtóművekkel szembeni alacsony üzemeltetési költsége a Be–12-t egyelőre pótolhatatlanná teszi az Orosz Haditengerészetnél. Egyes altípusait tűzoltásra is alkalmassá tették.